# سونيك رايفالز 2
سونيك رايفالز 2 (بالإنجليزية: Sonic Rivals 2)‏، هي الجزء الثاني من سلاسل السلاسل الفرعية للعبة سونيك، صدرت في الأسواق سنة 2007، وتعمل حصراً لمنصة بلاي ستيشن بورتبل، وهي من تطوير شركة باكبون إنترتيمنت الأمريكية، ومن نشر شركة سيغا اليابانية.

## روابط خارجية
- سونيك رايفالز 2 على موقع IMDb (الإنجليزية)